# Hovhannes IX (ormiański patriarcha Konstantynopola)
Hovhannes IX (ur. ?, zm. ?) – w latach 1715–1741 49. ormiański Patriarcha Konstantynopola.